# أندي سيراس
أندي سيراس (بالإنجليزية: Andy Cyrus)‏ هو لاعب كرة قدم بريطاني في مركز الدفاع، ولد في 30 سبتمبر 1976 في لامبث ‏ في المملكة المتحدة. لعب مع دولويتش هاملت وكريستال بالاس ونادي إكزتر سيتي.